# Charlotte Beaudry
Pour les articles homonymes, voir Beaudry.
Charlotte Beaudry est une peintre belge née à Huy le 29 mars 1968. Elle vit et travaille à Bruxelles.

## Biographie
En 1987, Charlotte Beaudry interrompt ses études d'art pour rejoindre son frère Pierre Beaudry, décorateur à Londres, afin d'acquérir sur le terrain un savoir-faire dans le domaine de la fresque et du trompe-l'œil.
De retour en Belgique, elle rompt avec cette pratique et entame une période de recherche à l'écart de la scène artistique. Remarquée en 2003 lors d'une première exposition personnelle, elle participe ensuite à plusieurs expositions collectives en région liégeoise, et remporte en 2005 le prix de peinture Georges Collignon décerné au Musée d'art moderne et d'art contemporain de Liège. À la suite d'une exposition au CIVA à Bruxelles, elle rencontre la galerie Aliceday où elle expose en 2006, avant d'entamer une série d'expositions en Europe et aux États-Unis. En 2007, Charlotte Beaudry obtient une bourse CERA dans le cadre du programme « Partners in Art »  et est nommée en 2008 pour le Prix Ariane de Rothschild . Ses œuvres figurent aujourd'hui parmi d'importantes collections internationales.

### Tunnel Annie Cordy
Deux œuvres de 2,5 kilomètres de long, représentant des silhouettes et les portraits de jeunes Bruxelloises, sont mises en place en 2022 dans l’ancien tunnel Léopold II, rebaptisé tunnel Annie Cordy après rénovation.
Ces 30 filles illustrent que Bruxelles est une ville multiculturelle. Ses portraits les représentent de face dans le sens « entrée de ville » et de dos dans le sens « sortie de ville ».

« Il s'agit de transmettre la parole de ces jeunes femmes, sans crainte ni doute: nous sommes là, nous sommes plurielles, nous sommes debout. »

— Charlotte Beaudry

## Œuvre
Le travail de Charlotte Beaudry se caractérise par l'affirmation d'une peinture figurative révélant un regard intransigeant sur des sujets quotidiens souvent isolés de leur contexte. Loin de toute ostentation, son iconographie forme un répertoire d'objets, de personnages et de lieux consignés avec méthode, agissant tantôt comme balises, tantôt comme symptômes ou comme circonstances.

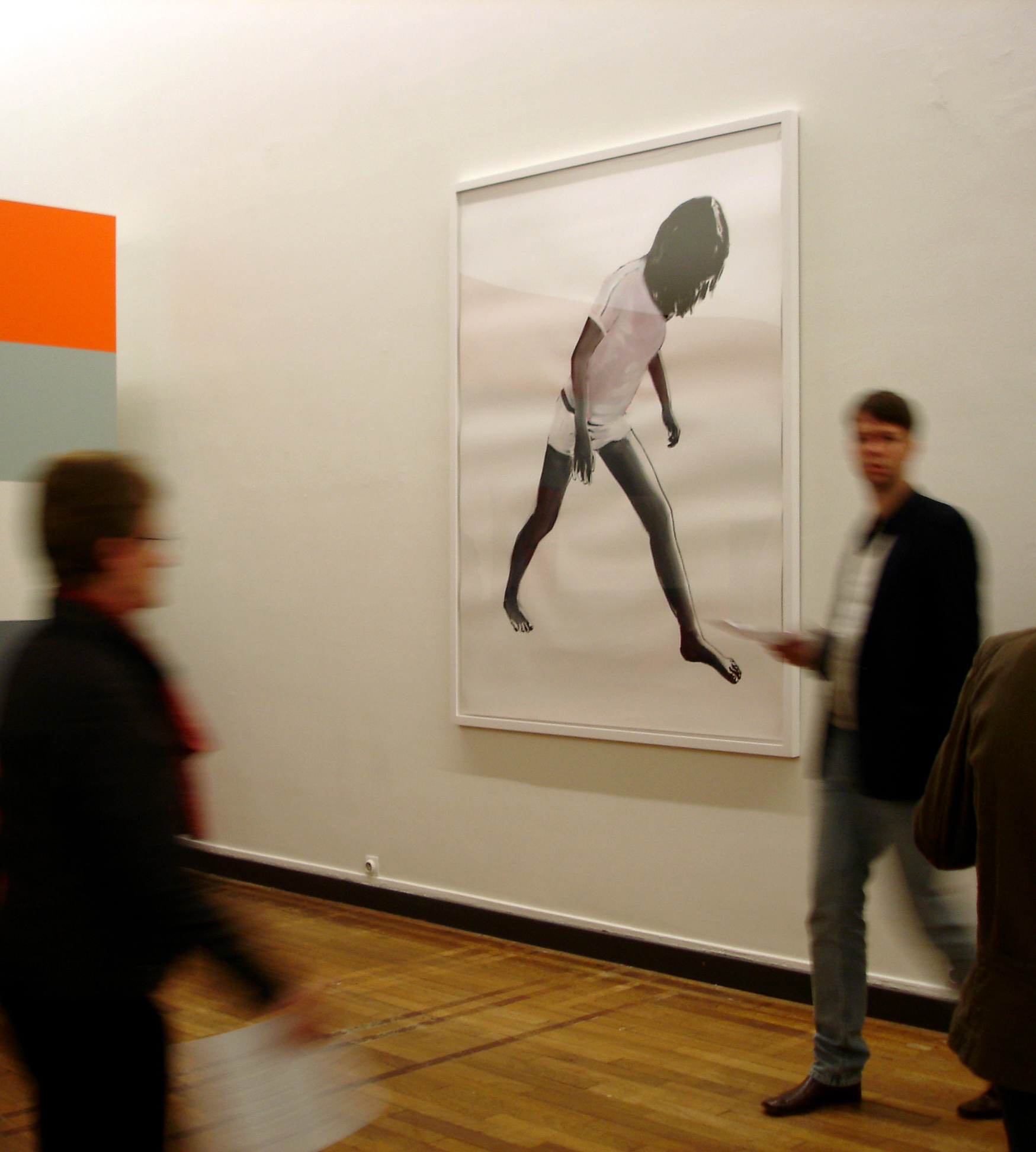
Charlotte Beaudry, Sans titre - exposition « Pushing the canvas », Malines - 2007

Portée par une énergie éruptive brute, son approche non-narrative de la peinture semble privilégier un rapport physique à l'espace (distance, précarité, protection, isolement) ou encore des sensations familières liées notamment à l'adolescence (découverte et affirmation de soi, repli, interdiction, dissimulation, solitude).

## Expositions
Expositions personnelles (sélection)
- 2017 : Garçon, Galerie Yoko Uhoda (Liège).
- 2014 : Pussy Bow, Galerie Yoko Uhoda (Liège).
- 2013 : Kusicielka (La Tentatrice), Musée d'art contemporain de Cracovie (MOCAK)[9], Gloss, Galerie von Bartha Garage (Bâle).
- 2012 : Espace 251 Nord, (Liège).
- 2011 : Get Drunk, WIELS (Bruxelles), Skin Deep, Galerie Aliceday (Bruxelles).
- 2010 : Galerie von Bartha Garage (Bâle).
- 2009 : Drawings & Paintings, Galerie Aliceday (Bruxelles).
- 2008 : Galerie von Bartha Garage (Bâle).
- 2007 : Extramuros, Cultuurcentrum (Strombeek).
- 2006 : Galerie Aliceday (Bruxelles), Solo show FIAC (Paris).
- 2005 : Galerie -1 au CIVA (Bruxelles).
- 2003 : Missing, Centre Culturel de Grand-Marchin (Marchin).

Expositions collectives (sélection)
- 2020 : Art au Centre 2020 #2[10], à Liège
- 2016 : Rebel Rebel, MAC's (Musée des Arts Contemporains) (Grand-Hornu).
- 2013 : Collectie Jeanne & Charles Vandenhove, Museum Dhondt-Dhaenens (Deurle).
- 2012 : Do it, Maison de la Culture (Namur).
- 2011 : Pearls Of The North, Palais d'Iéna (Paris), The After Lucy Experiment, Établissements d'en face projects (Bruxelles), You And Me, sélection d'œuvres de la collection d'art contemporain de la Banque Nationale de Belgique (Bruxelles), Duos d'artistes : un échange Musée jurassien des Arts (Moutier), Cabinet of curiosities from Belgium for Europe (Cabinet of Mr. Van Rompuy, Bruxelles), Drawing Now (Paris), FIAC (Paris).
- 2010 : Salon du dessin contemporain (Paris), FIAC (Paris).
- 2009 : Short Tracks (WIELS, Bruxelles), I love the BeNeLux (Virgil de Voldere, New York), De la couleur au trait, 40 ans de figuratif (Espace François Mitterrand, Périgueux).
- 2008 : Charlotte Beaudry & Agnès Geoffray (STUK, Leuven (Louvain)), FIAC (Paris), Face it ! (Galerie Aliceday, Bruxelles), Viva Lolita (Maddox Art Gallery, Londres).
- 2007 : Zoo Art Fair (Londres), FIAC (Paris), Pushing the Canevas (Cultuurcentrum, Mechelen (Malines)), Galerie Le Triangle Bleu (Stavelot).
- 2006 : New Art Dealer Alliance Miami, Year_06 Art Projects Londres, Preview (Berlin), Art Brussels 24th Contemporary Art Fair (Bruxelles), PULSE Art Fair (New York).

## Collections  (sélection)
- Musée d'art contemporain de Cracovie (MOCAK), Cracovie.
- Fondation Jeanne & Charles Vandenhove, Bonnefantenmuseum, Maastricht.
- Fonds Municipal d’Art Contemporain de la Ville de Paris (FMAC), Paris.
- Collection SACEM d’art contemporain, Paris
- Space Collection, Musée Grand Curtius, Liège.
- Musée d'art moderne et d'art contemporain (MAMAC), Liège.
- Centre Wallon d'Art contemporain (CWAC), Flémalle.
- Collection de la Banque nationale de Belgique, Bruxelles.
- CERA Kunstcollectie, Leuven.
- Proximus Art Collection, Bruxelles.
- Thalie Art Foundation, Bruxelles.